# توماس أريكسون (لاعب هوكي الجليد)
توماس أريكسون (بالسويدية: Thomas Eriksson)‏ هو لاعب هوكي الجليد سويدي، ولد في 16 أكتوبر 1959 في ستوكهولم في السويد.

## وصلات خارجية
- توماس أريكسون على موقع دوري الهوكي الوطني (الإنجليزية)
- توماس أريكسون على موقع قاعة مشاهير الهوكي (لاعب أن.إتش.أل) (الإنجليزية)
- توماس أريكسون على موقع EliteProspects.com (الإنجليزية)
- توماس أريكسون على موقع Eurohockey.com (الإنجليزية)
- توماس أريكسون على موقع HockeyDB.com (الإنجليزية)
- توماس أريكسون على موقع Hockey-Reference.com (الإنجليزية)
- توماس أريكسون على موقع أوليمبيديا (الإنجليزية)
- توماس أريكسون على موقع اللجنة الأولمبية السويدية (السويدية)